# Festival del Viaggio

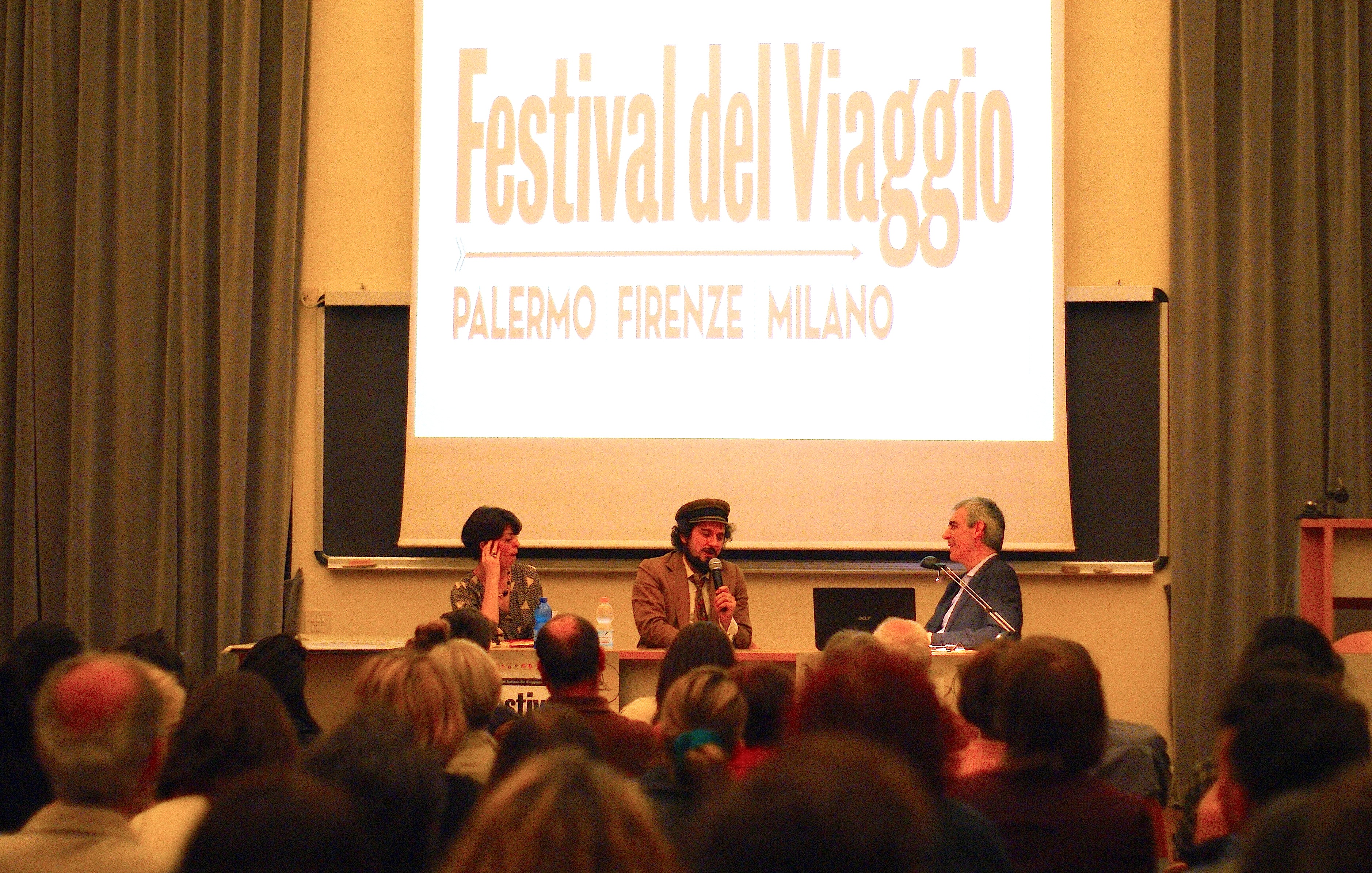
Vinicio Capossela parle de son expérience de voyage lors de l'édition 2013 au Musée d'Anthropologie et d'Ethnologie de Florence.

Le Festival del Viaggio (Festival du voyage) est un festival annuel proposé chaque année en juin à Florence et à Palerme. 
Le festival présente des images, des conférences, des personnages et des spectacles qui impliquent les participants dans l'aventure du récit et l'expérience du voyage, entre autres à travers des promenades, des excursions, des voyages, en collaboration avec l'université de Pise et la Province de Florence. C'est le premier festival du genre en Italie. 

## Histoire
Le festival a été créé en 2006 par l' écrivain Alessandro Agostinelli,,son directeur actuel,,. 
En 2009, le Festival del Viaggio a remporté les prix du "Festival of Festivals Awards" à Bologne.  En 2010, le Festival a présenté une promenade dans le ciel florentin: l'acrobate Andrea Loreni a marché sur un câble en acier entre le Palazzo Uguccioni et le Palazzo Vecchio.  En 2011, le festival a organisé un concours de photographie sur la lune de miel dans le monde entier, en collaboration avec L'Espresso et La Repubblica .  En 2018, le Festival del Viaggio a conçu et réalisé le plan de la «Promenade de Jodorowski»  une promenade à l'aube qui passe devant les plus importants monuments florentins, où l'on marche tout droit sans jamais tourner (inspiré d'une idée d'Alejandro Jodorowski ). 

## Principaux voyageurs ayant participé

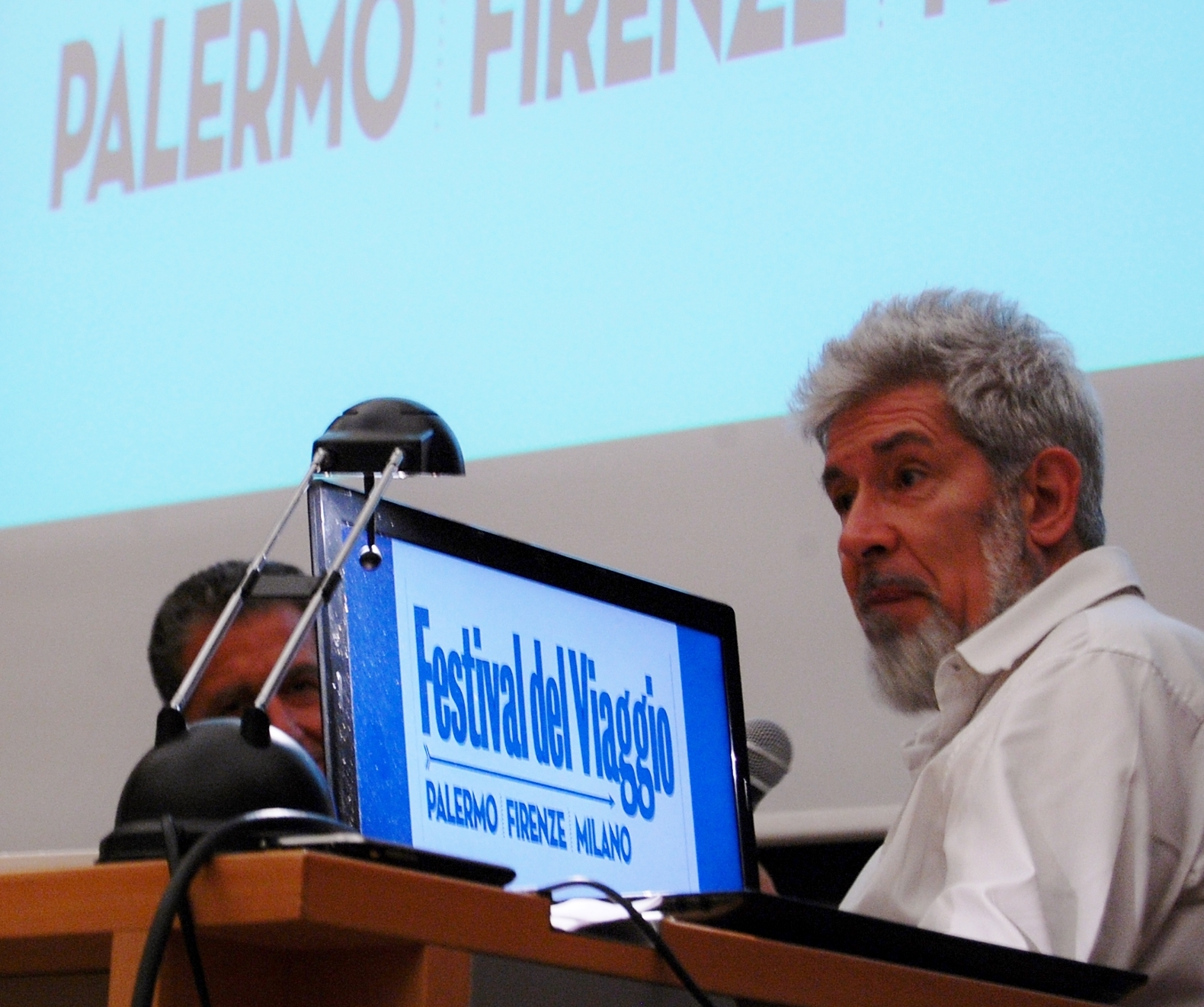
Alessandro Benvenuti au festival du voyage à Florence

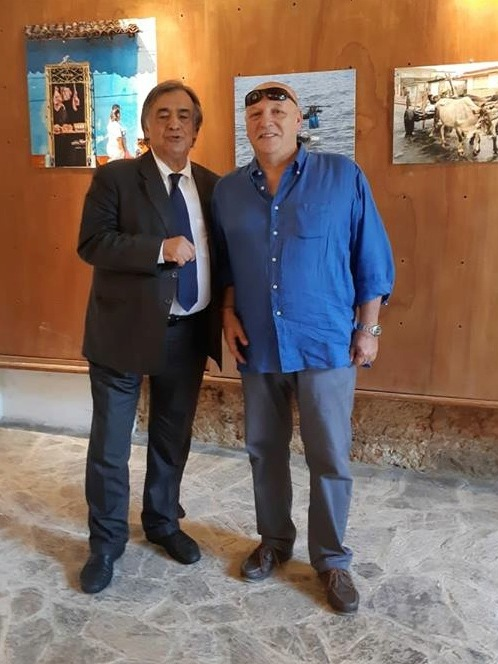
Le maire de Palerme, Leoluca Orlando au Festival del Viaggio, Villa Niscemi, Palerme 2018

- Dacia Maraini
- Franco Cardini[1]
- Philippe Daverio
- Sergey Yastrzhembsky
- Beppe Severgnini
- Vinicio Capossela
- Patrizio Roversi
- Lucia Goracci
- Alessandro Benvenuti
- Sergio Staino
- David Riondino [1]
- Riccardo Onori
- Marco Vichi
- Annet Henneman
- Giorgio Van Straten
- Marino Magliani
- Bandabardò
- Marcella Croce